# Jad Mordechai

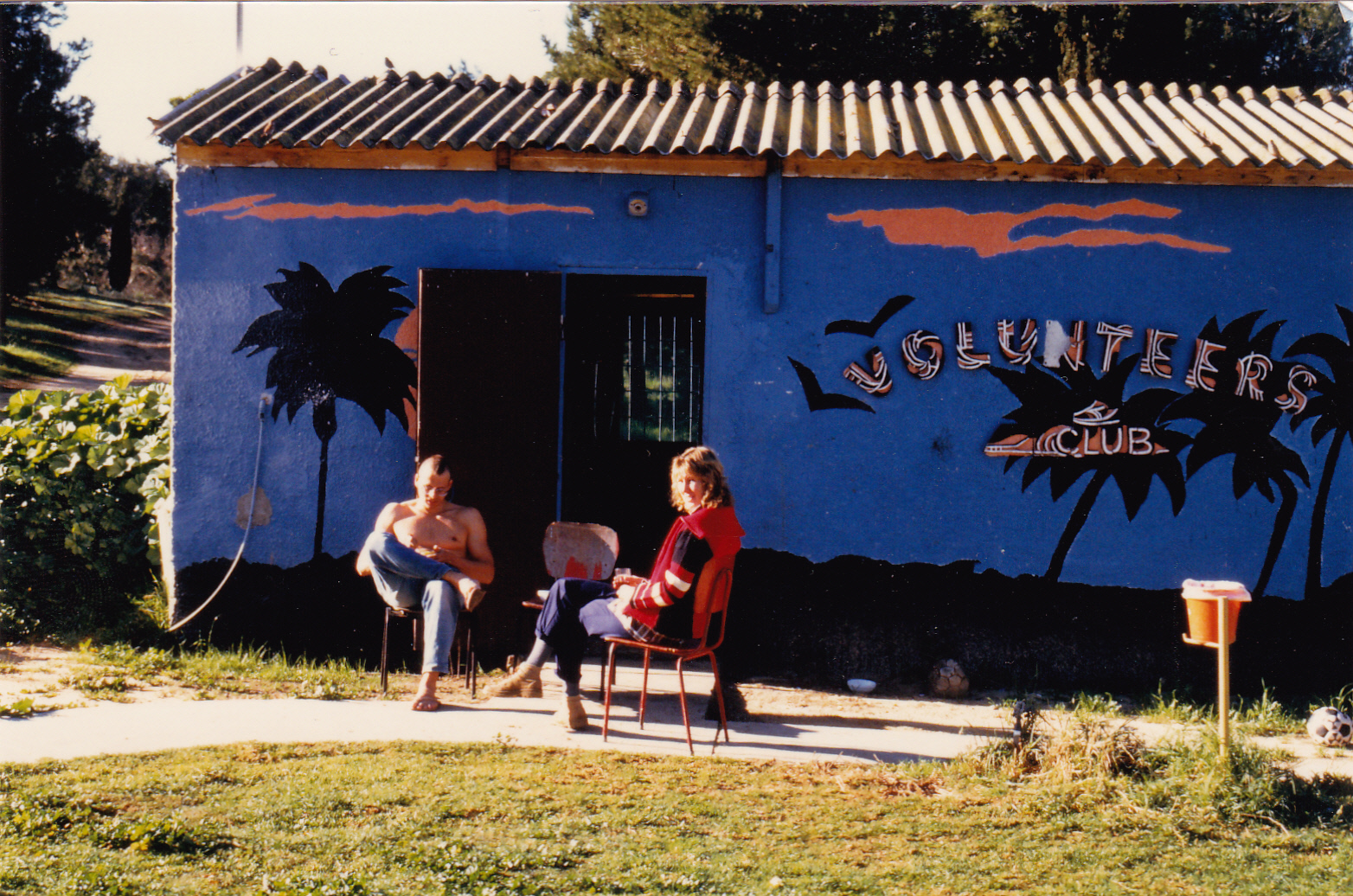
Volunteers in Jad Mordechai (1987)

Jad Mordechai (hebräisch יַד מָרְדְּכַי Jad Mårdəchaj, deutsch ‚[Gedenk]Zeichen Mordechais‘) ist ein Kibbuz im südlichen Israel, nahe Aschqelon und der Grünen Linie zum Gazastreifen.

## Geschichte
Der Kibbuz wurde im Dezember 1943 gegründet; benannt wurde er nach dem Anführer des Aufstands im Warschauer Ghetto Mordechaj Anielewicz. Ein Museum beschäftigt sich mit dem Ghettoaufstand und der Verteidigung des Kibbuzes.
Eine wichtige Rolle spielte Jad Mordechai im Krieg um Israels Unabhängigkeit, den hier das Königreich Ägypten durch Einmarsch seiner Armee am 15. Mai 1948 eröffnete. Den Bewohnern des Ortes gelang es, ein vorrückendes feindliches ägyptisches Bataillon mit der 15-fachen Kopfstärke fünf Tage lang im Häuserkampf, vom 24. bis 29. Mai 1948 aufzuhalten und sich schließlich zurückzuziehen. Eine Installation erinnert an diesen Kampf.
Die Kubbuzniks flohen über Gvarʿam und reihten sich in die Scharen der Flüchtlinge dieses Krieges ein, wie vorher schon die Einwohner Nirims. Währenddessen hatten die israelischen Truppen (Zahal) Zeit, sich zu sammeln. Zahal hob unter den 650.000 jüdischen und anderen europäischstämmigen Israelis mit knapp 30.000 Mann ebenso viele Soldaten aus, wie ihnen in Form arabischer Armeen mit dahinter stehenden 30 Millionen Einwohnern entgegenstanden.
Im Zuge von Zahals Operation Joʾav drängte die Jiftach-Brigade ab 15. Oktober 1948 ägyptische Streitkräfte in Richtung ihres Landes zurück. An den ersten zwei Tagen wurde das benachbarte Dayr Sunayd aus der Luft bombardiert. Dabei wurden drei der vier Bögen der Bahnbrücke über den Schiqmah (Wadi al-Ḥassi) südlich der Bahnhofs zerstörte. Die Jiftach-Brigade befreite Jad Mordechai und besetzte Dayr Sunayd, vermutlich Ende des Monats. Beide Orte waren Ende 1948 unbewohnt, die Einwohner Dayr Sunayd waren auf der Flucht hinter den zurückweichenden ägyptischen Reihen, die Kibbuznikim Jad Mordechais verweilten während der anhaltenden Kämpfe in Flüchtlingsunterkünften abseits der Front in Jaffa, kehrten aber später zurück um neben den Ruinen des alten den Kibbuz neu zu erbauen.
Seit 2007 zählt Jad Mordechai zum so genannten Gaza Envelope, dem Grenzgebiet entlang der Grünen Linie mit zahlreichen Einschlägen aus dem Gazastreifen, das Israels besonderer steuerlicher Förderung unterliegt.
In einer militärhistorischen Analogie zu den Kämpfen vom Mai 1948 agierte die Kibbuz-Verteidigungstruppe am 7. Oktober 2023 beim Terrorangriff der Hamas auf Israel erfolgreich und vertrieb proaktiv die heranrückenden Hamas-Terroristen weit vor dem Zaun des Kibbuz. Allerdings wurde das Museum durch Raketeneinschläge beschädigt.

## Leben im Kibbuz
Der Kibbuz Jad Mordechai wird gemeinsam bewirtschaftet. Der Kibbuz trägt sich selbst aus seinen landwirtschaftlichen Gewinnen. Partner ist die Landwirtschaftliche Genossenschaft Carmel. Es werden vor allem Orangen, Avocados und Grapefruits angebaut. Die Erwachsenen wohnen in kleinen Häusern, die Kinder wohnen Tag und Nacht im Kinderhaus. Die Familien sehen sich nur stundenweise. Gegessen wird gemeinsam im Speisesaal. Jeder Erwachsene bekommt für seine Arbeit nur ein Taschengeld.
Am Rande des Kibbuz liegt das Volunteerscamp, mit Freiwilligen aus aller Welt.

## Verkehr

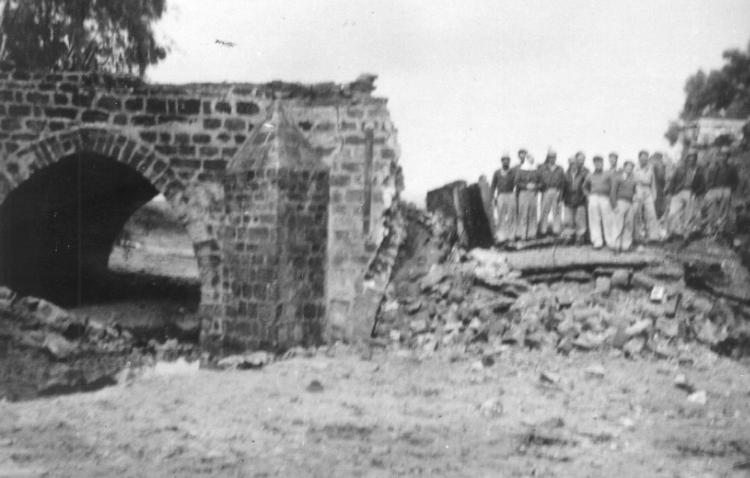
Bahnbrücke über den Schiqmah, Mitte Oktober 1948 gesprengt durch die Jiftach-Brigade

### Eisenbahn
Unter dem Namen des arabischen Dorfes Dair as-Sunaid (1916 bis 1948; englisch Deir Suneid Railway Station) und als Bahnhof Jad Mordechai (hebräisch תַּחֲנַת הָרַכֶּבֶת יַד מָרְדְּכַי Tachanat haRakkevet Jad Mårdəchaj) von 1950 bis zur Stilllegung des betreffenden Abschnitts 2005 eine Station an der Sinai-Bahn von Beirut über Lod nach Kairo (bis 1967). Heute sind die Gleise der Eisenbahn in den Gazastreifen größtenteils abgebaut, die Gebäude des Bahnhofes stehen noch.